# Kladdinger Wiesen
Die Kladdinger Wiesen sind ein Naturschutzgebiet in der niedersächsischen Gemeinde Stuhr im Landkreis Diepholz.
Das Naturschutzgebiet mit dem Kennzeichen NSG HA 182 ist 390 Hektar groß. Es ist Bestandteil des FFH-Gebietes „Untere Delme, Hache, Ochtum und Varreler Bäke“. Es liegt nördlich der Ortschaften Stuhr und Brinkum und grenzt im Norden an den Bremer Stadtteil Huchting sowie die Ochtum, hier streckenweise gleichzeitig Landesgrenze zu Bremen. Das Naturschutzgebiet besteht vorwiegend aus landwirtschaftlich genutztem Grünland. Ein Teil der Flächen wird auch ackerbaulich genutzt. An der Ochtum im Norden und dem Stuhrgraben im Osten befinden sich zum Teil versumpfte und naturnahe Uferbereiche. Hier finden sich teilweise Hochstaudenfluren, Röhrichte und Gehölze.
Das Gebiet steht seit dem 28. Dezember 1996 unter Naturschutz. Zuständige untere Naturschutzbehörde ist der Landkreis Diepholz.